# Филимонов, Михаил Петрович
Михаил Петрович Филимонов (1910—1958) — начальник 4-го специального отдела НКВД СССР, полковник (1943).

## Биография
Родился в русской семье портного. Работал помощником слесаря на электростанции в Рязани с июня 1926 по сентябрь 1930. В ВКП(б) с января 1932, член ВЛКСМ в 1928—1930. Окончил школу-семилетку в Рязани в 1925, затем вечернюю школу для взрослых в Рязани в 1929. Учился на курсах довузовской подготовки в Рязани в 1929—1930, затем в сентябре 1930 поступил в Московский институт тонкой химической технологии который окончил в 1935, после чего окончил аспирантуру так же в декабре 1938.
В органах НКВД—НКГБ—МГБ—МВД с декабря 1938, заместитель начальника 11-го отделения 5-го отдела ГУГБ НКВД СССР с 13 января по 9 марта 1939. Становится начальником 4-го спецотдела (отдела лабораторий) НКВД СССР 9 марта 1939 и пребывает в этой должности до 27 февраля 1941. Ближайший сподвижник Г. Майрановского, руководителя Токсикологической лаборатории, лично принимал участие в отравлении людей. Затем начальник 8-го отдела 1-го управления НКГБ СССР до 31 июля 1941. Заместитель начальника 10-го отдела 1-го управления НКВД СССР с 11 августа 1941 до 18 января 1942, после чего начальник 4-го отдела 4-го управления НКВД СССР до 1 июня 1942, начальник 5-го отдела этого управления до июня 1946.
Сотрудник органов МГБ СССР с июня 1946 до августа 1947, затем в резерве управления кадров МГБ СССР до сентября 1948. Заместитель начальника учебного отдела в/ч № 357 МГБ в Львове с сентября 1948 по апрель 1950, потом сотрудник МГБ УССР до марта 1953. Начальник 3-го спецотдела МВД УССР до увольнения. Уволен из МВД СССР 2 февраля 1954 по фактам, дискредитирующим звание офицера. 

### Интересные факты
В 1954 папка с названием «Материалы лаборатории Х» была передана из Генеральной прокуратуры на постоянное хранение в КГБ. Содержание оной нынешняя ФСБ хранит в тайне, хотя это противоречит статье 7-й «Закона о государственной тайне», запрещающей засекречивать сведения о репрессиях и преступлениях против правосудия.

### Звания
- лейтенант государственной безопасности;
- майор государственной безопасности (произведён из лейтенанта государственной безопасности), 09.03.1939;
- полковник, 14.02.1943.

### Награды
- орден «Знак Почёта», 26.04.1940;
- орден Отечественной войны 2-й степени, 05.11.1944;
- 5 медалей.